# George Romney

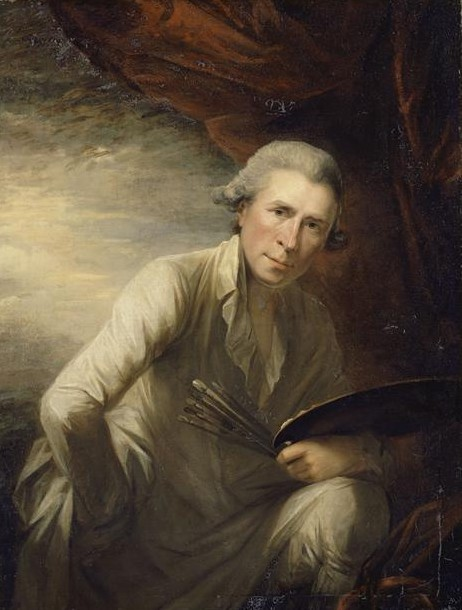
George Romney, Selbstporträt

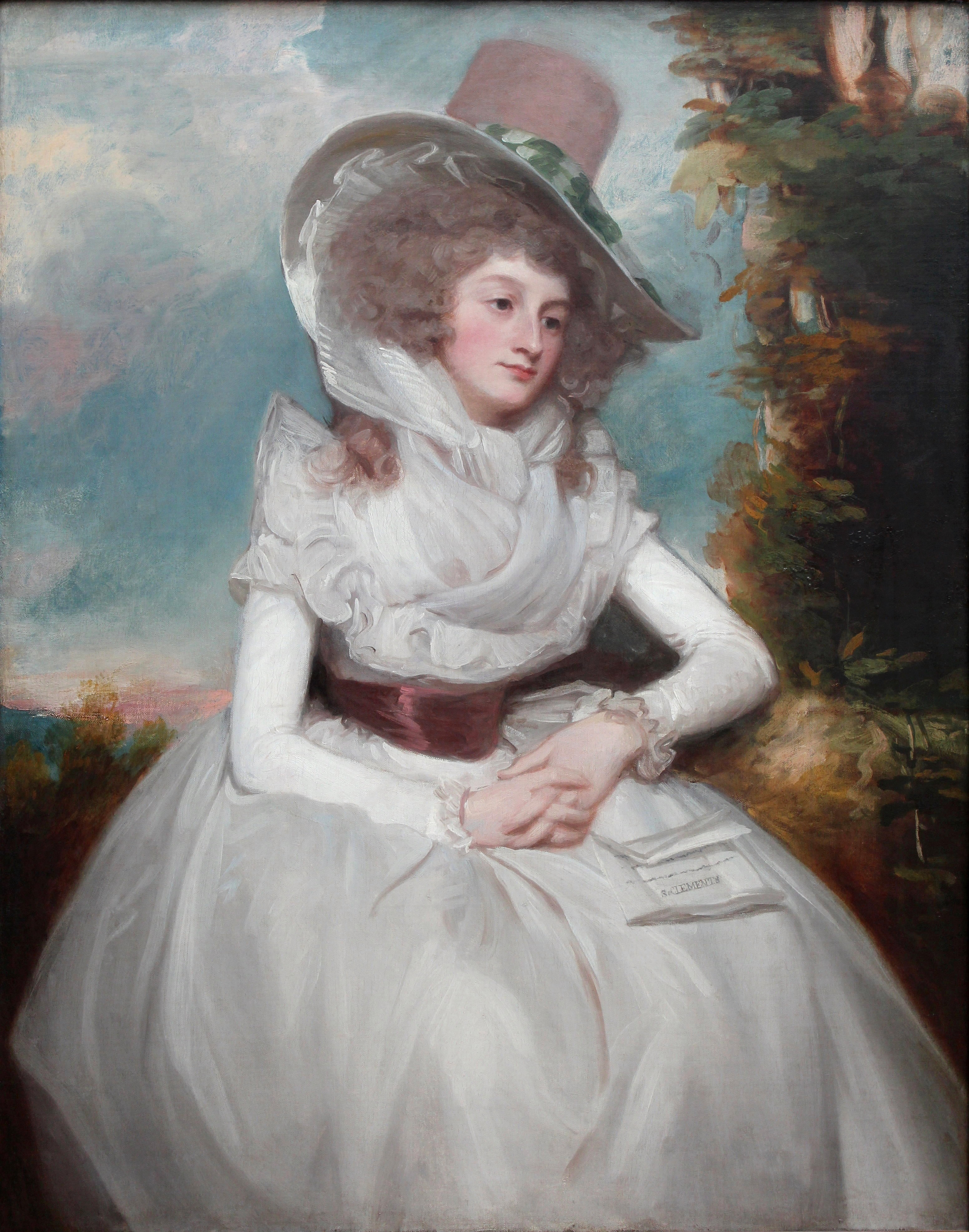
Porträt der Catherine Clemens, 1788

George Romney (* 15. Dezember 1734 in Dalton-in-Furness, Lancashire (heute Cumbria); † 15. November 1802 in Kendal) war ein britischer Maler des Rokokos und Klassizismus.

## Leben
Romney war der Sohn des Ebenisten (Kunsttischlers) John Romney. Der Maler Peter Romney war sein Bruder. Die erste künstlerische Ausbildung erfuhr Romney in der Werkstatt seines Vaters in Kendal. Mit 17 Jahren wurde er dort Schüler von Christopher Steele. Mit 22 Jahren heiratete er 1756 in Kendal und gründete im selben Jahr noch ein eigenes Atelier.
Fünf Jahre später ging Romney ohne seine Frau und seine zwei Töchter nach London. Dort wurde er schon bald bekannt und geschätzt. 1761 unternahm Romney zusammen mit seinem Kollegen Ozias Humphry eine Studienreise durch Italien und hielt sich 1773/75 in Rom auf. Spätestens nach seiner Rückkehr 1775 galt er neben Joshua Reynolds und Thomas Gainsborough als angesehenster Künstler. Nach seiner Rückkehr ließ er sich wieder in London nieder. Er bewohnte ab dieser Zeit das ehemalige Haus des Künstlers Francis Cotes.
In den Jahren 1763 bis 1772 konnte Romney bei den verschiedensten Gelegenheiten seine Werke zeigen. Sein Bild The death of General Wolfe wurde von der Royal Academy of Arts ausgezeichnet. Aber auch die Free Society und die Society of Artists luden ihn zu Ausstellungen ein.
1782 lernte Romney Emma Lyon kennen, die spätere Lady Hamilton. Seine zahlreichen Porträts von ihr sind heute noch bekannt. Während dieser Zeit schuf er auch einige Auftragsarbeiten für die Shakespeare-Galerie des Kunsthändlers John Boydell. In London entstand auch Romneys berühmte Kunstsammlung. Ein Großteil der Sammlung bestand aus Abgüssen von Antiken aus Rom, die der Bildhauer John Flaxman für Romney geschaffen hatte.
In seinen letzten Lebensjahren litt Romney an Depressionen und Neurosen. Mit 65 Jahren hörte Romney vollständig mit dem Malen auf, löste seinen Londoner Haushalt auf und kehrte als schwer kranker Mann zu seiner Familie nach Kendal zurück. Im Alter von 67 Jahren starb George Romney am 15. November 1802 in Kendal.